# Operation: Mindcrime
Operation: Mindcrime è il terzo album in studio del gruppo musicale statunitense Queensrÿche, pubblicato il 3 Maggio 1988 dalla EMI.

## Il disco
È un concept album che parla di un uomo che, deluso dalla società americana, si unisce ad una corporazione che progetta di assassinare i leader corrotti. L'album utilizza dialoghi tra le canzoni per far proseguire la trama.
Durante il tour di Empire del 1990, Operation: Mindcrime fu suonato nella sua interezza. Lo spettacolo presentò filmati, animazioni e una cantante ospite, Pamela Moore, nei panni di Sorella Mary. Questo concerto ebbe successo a tal punto che la band pubblico un box set chiamato Operation: Livecrime. La storia fu inizialmente esposta in una serie di videoclip per MTV nella videocassetta del 1989 Video: Mindcrime.
Nel 2003 fu pubblicata una versione di Operation: Mindcrime rimasterizzata a 24-bit che includeva la versione live delle canzoni The Mission e My Empty Room come bonus track.
Nel 2006 la EMI ha pubblicato un box set deluxe di Operation: Mindcrime che include il remaster del 2003, un CD contenente il concerto all'Hammersmith Odeon del 15 novembre 1990, dove il gruppo suonò l'intero album, e un DVD bonus contenente Video: Mindcrime e vari video bonus.
Il seguito, Operation: Mindcrime II, è stato pubblicato il 4 aprile 2006, con Ronnie James Dio nel ruolo di Dr. X.

## Concept dell'album
L'album comincia con il protagonista, Nikki, sdraiato in un letto d'ospedale mentre ha un flashback sul suo passato. Ricorda che, sotto effetto dell'eroina, fu manipolato per entrare in un gruppo di ribelli che lavorano per un uomo di nome Doctor X. Dopo aver aderito al culto, viene ipnotizzato in modo tale che quando Dr. X dice la parola "mindcrime" ("crimine cerebrale"), Nikki diventa un pupazzo in mano al Dr. X che lo comanda a piacimento per commettere qualsiasi omicidio che egli gli assegna. Il Dr. X offre un premio a Nikki: attraverso un suo amico, un prete di nome Padre William, offre a Nikki i servigi di una prostituta diventata suora di nome Sorella Mary (i dettagli sono vaghi e non si capisce se i servigi siano sessuali o solamente emozionali). Grazie a Mary, Nikki comincia a rinsavire e a tornare normale, ma il Dr. X lo scopre subito e gli ordina di uccidere Padre William e Sorella Mary. Nikki va a trovare Mary, uccide il prete, ma non riesce a completare l'ordine di uccidere Mary e decide di tornare indietro senza ucciderla. Il Dr. X però ricorda a Nikki che è tossicodipendente e solo lui può fornirgli la dose di droga giornaliera. Nikki ritorna da Mary e, trovandola già morta, non riesce a sopportare il trauma e impazzisce. La polizia, arrivando sul luogo, lo trova con il corpo di Mary e lo arresta. Visto che Nikki è in uno stato catatonico, viene portato in ospedale, dove comincia a ricordare.
Ma Operation: Mindcrime non è solo un'opera di narrativa; una lettura più approfondita dei testi ne rivela la natura anche di album di denuncia, in particolare della corruzione e dell’ipocrisia dell’America reaganiana. Geoff Tate, che è autore della maggior parte delle liriche dell'album, ha detto che "Operation: Mindcrime riguarda fondamentalmente l'atto di manipolazione delle masse da parte dei media. Tenerle all'oscuro di certe cose facendo leva sulle debolezze della società, la mancanza di istruzione, la dipendenza dalle droghe, ecc."

## Tracce
1. I Remember Now – 1:17 (DeGarmo)
2. Anarchy-X – 1:27 (DeGarmo)
3. Revolution Calling – 4:42 (Tate, Wilton)
4. Operation: Mindcrime – 4:43 (DeGarmo, Tate, Wilton)
5. Speak – 3:42 (Tate, Wilton)
6. Spreading the Disease – 4:07 (Tate, Wilton)
7. The Mission – 5:46 (DeGarmo)
8. Suite Sister Mary – 10:41 (DeGarmo, Tate)
9. The Needle Lies – 3:08 (Tate, Wilton)
10. Electric Requiem – 1:22 (Rockenfield, Tate)
11. Breaking the Silence – 4:34 (DeGarmo, Tate)
12. I Don't Believe in Love – 4:23 (DeGarmo, Tate)
13. Waiting for 22 – 1:05 (DeGarmo)
14. My Empty Room – 1:28 (Tate, Wilton)
15. Eyes of a Stranger – 6:39 (DeGarmo, Tate)

## Formazione
- Geoff Tate - voce
- Chris DeGarmo - chitarra, seconde voci
- Eddie Jackson - basso, seconde voci
- Michael Wilton - chitarra, seconde voci
- Scott Rockenfield - batteria, percussioni, tastiere

Altri musicisti
- Pamela Moore - voce (di Sister Mary)

## Classifiche
| Classifica (1988) | Posizione massima |
| ----------------- | ----------------- |
| Germania          | 40                |
| Grecia            | 30                |
| Paesi Bassi       | 29                |
| Regno Unito       | 58                |
| Stati Uniti       | 50                |
| Svezia            | 25                |
| Svizzera          | 21                |